# Раншу-Алегри (Парана)
Раншу-Алегри (порт. Rancho Alegre) — муниципалитет в Бразилии, входит в штат Парана. Составная часть мезорегиона Север Пиунейру-Паранаэнси. Входит в экономико-статистический микрорегион Асаи. Население составляет 3966 человек на 2006 год. Занимает площадь 167,646 км². Плотность населения — 23,7 чел./км².

## История
Город основан 19 ноября 1961 года.

## Статистика
- Валовой внутренний продукт на 2003 год составляет 47 432 351,00 реалов (данные: Бразильский институт географии и статистики).
- Валовой внутренний продукт на душу населения на 2003 год составляет 11 648,42 реалов (данные: Бразильский институт географии и статистики).
- Индекс развития человеческого потенциала на 2000 год составляет 0,738 (данные: Программа развития ООН).